# Zorzines longipennata
Zorzines longipennata là một loài bướm đêm trong họ Noctuidae.